# Peraltilla
Peraltilla (aragónul Peraltiella) település Spanyolországban, Huesca tartományban.  Lakosainak száma 215 fő (2024).

## Népesség
A település népessége az utóbbi években az alábbiak szerint változott:
| Lakosok száma | 169  | 181  | 181  | 198  | 212  | 206  | 197  | 196  | 224  | 215  |
|               | 2001 | 2004 | 2006 | 2009 | 2011 | 2014 | 2016 | 2019 | 2021 | 2024 |